# جائزة وولف في الفيزياء
تمنح جائزة وولف في الفيزياء مرة واحدة في السنة من قبل مؤسسة وولف في إسرائيل. وهي واحدة من مجالات جائزة وولف الستة التي أسستها المؤسسة والتي تمنحها منذ عام 1987. أما المجالات الأخرى فهي الزراعة والكيمياء والرياضيات والطب والفنون.
تعتبر جائزتا وولف في الفيزياء والكيمياء من أهم الجوائز المرموقة في هذين الحقلين بعد جائزة نوبل. اكتسبت جائزة الفيزياء سمعة إذ أنها تحدد الفائزين مستقبلاً بجائزة نوبل، إذ أنه من بين 26 جائزة منحت بين عامي 1978 و2010، حاز 14 منهم جائزة نوبل، منهم خمسة حازوها في السنة التالية لحصولهم على جائزة وولف.

## الحائزون على الجائزة[4]
| العام   | الاسم                                                 | الجنسية                                                                 | السبب |
| ------- | ----------------------------------------------------- | ----------------------------------------------------------------------- | --- |
| 1978    | شين شيونغ وو                                          | الولايات المتحدة · (صينية أمريكية)                                      | لاكتشافاتها في القوة النووية الضعيفة، والمساعدة في تكوين صورتها الدقيقة، والتكافؤ. |
| 1979    | جورج أولنبيك                                          | هولندا / الولايات المتحدة                                               | لاكتشافه اللف المغزلي للإلكترون، بالتشارك مع صمويل جودسميت. |
| 1979    | جوزيبي أوكياليني                                      | إيطاليا                                                                 | لمساهماته في اكتشافات إنتاج زوجي الإلكترون وبيون المشحونة. |
| 1980    | مايكل فيشر ليو كادانوف كينيث ويلسون                   | المملكة المتحدة · الولايات المتحدة · الولايات المتحدة                   | لتطوير النظرية العامة للسلوك الهام في التحول الطوري بين أطوار الديناميكا الحرارية. |
| 1981    | فريمان دايسون جيرارت هوفت فيكتور ويسكوبف              | المملكة المتحدة / الولايات المتحدة · هولندا · النمسا / الولايات المتحدة | لمساهماتهم البارزة في الفيزياء النظرية، خاصة في مجال تطوير وتطبيق نظرية الحقل الكمومي. |
| 1982    | ليون ليدرمان مارتن بيرل                               | الولايات المتحدة · الولايات المتحدة                                     | لاكتشافاتهما التجريبية على الجسيمات الجديدة غير المتوقعة من الجيل الثالث للكواركات وواللبتونات.                                                                                                   |
| 1983/84 | إروين هان                                             | الولايات المتحدة                                                        | لاكتشافاته في مجال التصوير باستخدام أثر البروتون ونظرية الشفافية المحاثة ذاتياً. |
| 1983/84 | بيتر هيرش                                             | المملكة المتحدة                                                         | لتطوير الاستفادة من المجهر الإلكتروني النافذ كأداة عالمية لدراسة بنية المادة البلورية. |
| 1983/84 | ثيودور مايمان                                         | الولايات المتحدة                                                        | لتعرفه على الليزر التشغيلي الأول، مستوى النابض الثلاثي ليزر ياقوتي. |
| 1985    | كونيرز هيرنج فيليب نوزيار                             | الولايات المتحدة · فرنسا                                                | لإسهاماتهم الرئيسية في النظرية الأساسية للمواد الصلبة، وخاصة لسلوك الإلكترونات في المعادن. |
| 1986    | ميتشل فايينبوم                                        | الولايات المتحدة                                                        | لدراساته النظرية الرائدة التي تثبت الطابع العالمي لما يسمى نظام لاخطي، والتي مكنت الدراسة المنهجية لنظرية الشواش.                                                                                 |
| 1986    | ألبرت ليبشابر                                         | فرنسا / الولايات المتحدة                                                | لتوضيحه التجريبي الرائع للانتقال إلى جريان مضطرب والفوضى في الأنظمة الديناميكية. |
| 1987    | هربرت فريدمان                                         | الولايات المتحدة                                                        | لأبحاثه الرائدة في الأشعة السينية الكونية. |
| 1987    | برونو روسي ريكاردو جياكوني                            | إيطاليا / الولايات المتحدة · إيطاليا / الولايات المتحدة                 | لاكتشاف مصادر الأشعة السينية خارج الشمس وتوضيح عملياتها الفيزيائية. |
| 1988    | روجر بنروز ستيفن هوكينغ                               | المملكة المتحدة · المملكة المتحدة                                       | لتطويرهم الرائع لمقدمة النسبية العامة، والتي أظهروا فيها ضرورة تفرد جذبوي وقاموا بتوضيح فيزياء الثقب الأسود. في هذا العمل قاموا بتوسيع فهمنا لعلم أصل الكون ومصير الكون.                          |
| 1989    | لم تمنح الجائزة                                       |                                                                         | |
| 1990    | بيير دي جين ديفيد ثاوليس                              | فرنسا · المملكة المتحدة / الولايات المتحدة                              | لمجموعة واسعة من المساهمات الرائدة لفهمنا لتنظيم فيزياء المواد المكثفة، دي جين وخاصة لعمله في الجزيئات الضخمة والبلورات السائلة وتوليس أنظمة مضطربة ومنخفضة الأبعاد.                              |
| 1991    | موريس جولد هابر فالنتين تلجدي                         | الولايات المتحدة · سويسرا / الولايات المتحدة                            | لإسهاماتهم المنفصلة في الفيزياء النووية والجسيمات، خاصة تلك المتعلقة باللبتون. |
| 1992    | جوزيف تيلور                                           | الولايات المتحدة                                                        | لاكتشافه مدار النجوم النابضة واستغلاله للتحقق من النظرية العامة للنسبية بدقة عالية. |
| 1993    | بينوا ماندلبروت                                       | فرنسا / الولايات المتحدة                                                | من خلال إدراكه لحدوث انتشار الهندسة الكسيرية وتطوير أدوات رياضية لوصفها، فقد غير نظرتنا للطبيعة.                                                                                                  |
| 1994/95 | فيتالي غينزبورغ                                       | روسيا                                                                   | لإسهاماته في نظرية الموصلية الفائقة وفي نظرية عمليات الطاقة العالية في الفيزياء الفلكية. |
| 1994/95 | يويتشيرو نامبو                                        | اليابان / الولايات المتحدة                                              | لمساهمته في نظرية الجسيمات الأولية، بما في ذلك الاعتراف بالدور الذي لعبته كسر التناظر التلقائي في القياس مع نظرية الموصلية الفائقة، واكتشاف تناسق اللون في التآثر القوي.                          |
| 1995/96 | لم تمنح الجائزة                                       |                                                                         | |
| 1996/97 | جون أرتشيبالد ويلر                                    | الولايات المتحدة                                                        | لإسهاماته الجوهرية في فيزياء الثقوب السوداء، في الجاذبية الكمية، وإلى نظريات الانتثار النووي والانشطار النووي.                                                                                    |
| 1998    | ياكير أهارونوف ميخائيل بيري                           | إسرائيل · المملكة المتحدة                                               | لاكتشاف المراحل الطوبوغرافية والهندسية. على وجه التحديد تأثير أهارونوف-بوم، مرحلة بيري، وإدماجها في العديد من مجالات الفيزياء.                                                                    |
| 1999    | دانيال شيختمان                                        | إسرائيل                                                                 | من أجل الاكتشاف التجريبي لل شبه البلورة، المواد الصلبة غير الدورية ذات الترتيب البعيد المدى، والتي ألهمت استكشاف حالة أساسية جديدة للمادة.                                                        |
| 2000    | ريموند ديفيس ماساتوشي كوشيبا                          | الولايات المتحدة · اليابان                                              | لملاحظاتهم الرائدة للظواهر الفلكية التي كتبها عداد نيوترينو، وبالتالي خلق مجال ناشئ من علم فلك النيوترينو.                                                                                        |
| 2001    | لم تمنح الجائزة                                       |                                                                         | |
| 2002/03 | برتراند هالبرين أنطوني ليجت                           | الولايات المتحدة · المملكة المتحدة / الولايات المتحدة                   | للحصول على رؤى أساسية في مجموعة واسعة من فيزياء المواد المكثفة. |
| 2004    | روبرت بروت فرنسوا انغليرت بيتر هيغز                   | بلجيكا · بلجيكا · المملكة المتحدة                                       | للعمل الرائد الذي أدى إلى التحقق من نظرية المقياس بشكل غير متماثل في عالم الجزيئات دون الذرية. |
| 2005    | دانيال كليبنر                                         | الولايات المتحدة                                                        | للعمل الرائد في الفيزياء الذرية للأنظمة الهيدروجينية، بما في ذلك البحث عن ميزر الهيدروجين، ذرة ريدبيرج وتكاثف بوز-أينشتاين.                                                                       |
| 2006/07 | ألبرت فير بيتر غرونبيرغ                               | فرنسا · ألمانيا                                                         | لاكتشافهم المستقل لظاهرة مقاومة مغناطيسية كبرى (GMR)، وبالتالي إطلاق مجال جديد من البحوث والتطبيقات المعروفة باسم الإلكترونيات الدورانية، والتي تستخدم لف مغزلي من إلكترون لتخزين ونقل المعلومات. |
| 2008    | لم تمنح الجائزة                                       |                                                                         | |
| 2009    | لم تمنح الجائزة                                       |                                                                         | |
| 2010    | جون كلوزر آلان أسبيكت أنطون تسايلينغر                 | الولايات المتحدة · فرنسا · النمسا                                       | لإسهاماتهم المفاهيمية والتجريبية الأساسية في أسس الفيزياء الكمومية، وبالتحديد سلسلة متطورة بشكل متزايد من تجربة اختبار بيل، أو امتدادات لها، باستخدام التشابك الكمي.                              |
| 2011    | ماكسيميليان حيدر هارالد روز كنوت يوربان               | النمسا · ألمانيا · ألمانيا                                              | لتطويرهم المجهري الإلكتروني لتصحيح الانحراف، مما يسمح بمراقبة الذرات الفردية بدقة بيكومتر، وبالتالي ثورة في علم المواد.                                                                           |
| 2012    | يعقوب بيكينشتاين                                      | إسرائيل                                                                 | لعمله على الثقوب السوداء. |
| 2013    | بيتر زولير إجناسيو ساستورين                           | النمسا · إسبانيا                                                        | للمساهمات النظرية الرائدة في معالجة المعلومات الكمومية، البصريات الكمومية وفيزياء الغازات الكمومية.                                                                                               |
| 2014    | لم تمنح الجائزة                                       |                                                                         | |
| 2015    | جيمس بيوركن                                           | الولايات المتحدة                                                        | للتنبؤ بالتوسع في التشتت غير المرن العميق، مما يؤدي إلى التعرف على المكونات التي تشبه النوكليون. لقد قدمت كمساهمة حاسمة في توضيح طبيعة التآثر القوي.                                              |
| 2015    | روبرت كيرشنر                                          | الولايات المتحدة                                                        | لإنشاء المجموعة والبيئة والتوجيهات التي سمحت لطلبة الدراسات العليا وزملاء ما بعد الدكتوراة للكشف عن تسارع توسع الكون.                                                                             |
| 2016    | يوسف إمري                                             | إسرائيل                                                                 | لعمله في فيزياء المنظار، وهي فرع من الفيزياء يدرس أشياء أصغر من الكائنات العيانية (المرئية للعين المجردة) ولكنها أكبر من الذرات.                                                                  |
| 2017    | ميشيل مايور ديدييه كيلوز                              | سويسرا · سويسرا                                                         | لاكتشاف كواكب خارج المجموعة الشمسية تدور حول 51 Pegasi تشبه الشمس. |
| 2018    | تشارلز إتش بينيت غيليس براسارد                        | الولايات المتحدة · كندا                                                 | لعملهم التعاوني في مجال التوسع السريع في علم المعلومات الكمومية. |
| 2019    | لم تمنح الجائزة                                       |                                                                         | |
| 2020    | رافي بيستريتزر بابلو جاريلو هيريرو ألان إتش ماكدونالد | إسرائيل · إسبانيا · كندا                                                | لعملهم الريادي النظري والتجريبي على الجرافين ذو طبقة ثنائية ملتوية. |
| 2021    | جورجيو باريزي                                         | إيطاليا                                                                 | للاكتشافات الرائدة في الأنظمة المضطربة وفيزياء الجسيمات والفيزياء الإحصائية. |
| 2022    | آن لويلي بول كوركم فيرينس كراوس                       | فرنسا/ السويد · كندا · المجر/ النمسا                                    | للمساهمات الرائدة في علوم الليزر فائق السرعة وفيزياء الأتوثانية. |
| 2023    | لم تمنح الجائزة                                       |                                                                         | |

## وصلات خارجية
- "Placido Domingo Wins Israel Wolf Prize". Huffington Post. 10 يناير 2012. مؤرشف من الأصل في 2016-03-03.
- "Eight foreign standouts to receive Wolf Prize". Jerusalem Post. 3 يناير 2013. مؤرشف من الأصل في 2013-05-25.
- Wolf Prizes 2015